# Annuleni
Gli annuleni sono idrocarburi ciclici caratterizzati dall'avere un solo anello che presenta tutti doppi legami coniugati. Possiedono formula generica CnHn (con n numero pari) o CnHn+1 (con n numero dispari). Le convenzioni IUPAC stabiliscono che gli annuleni con 7 o più atomi di carbonio vengono chiamati [n]annulene, dove n è il numero di atomi di carbonio che compongono l'anello, sebbene talvolta anche gli annuleni più piccoli vengano denominati anche in tale modo e il benzene venga talvolta denominato semplicemente [6]annulene.
I primi tre annuleni sono il ciclobutadiene, il benzene e il cicloottatetraene ([8]annulene). Alcuni annuleni, come il ciclobutadiene, il ciclodecapentaene ([10]annulene), il ciclododecaesaene ([12]annulene) e il [14]annulene sono instabili (particolarmente il ciclobutadiene). Gli annuleni possono essere aromatici (benzene, [14]annulene, [18]annulene), non aromatici ([8]annulene) o antiaromatici (ciclobutadiene). Solo il benzene è totalmente planare, sebbene il [14]annulene e il [18]annulene con gli idrogeni in trans all'interno dell'anello possono generare la conformazione planare necessaria per l'aromaticità, seguendo la regola di Hückel. Il [14]annulene mostra una tensione di anello dovuta all'impedimento sterico. Nessuno degli annuleni più grandi è stabile quanto il benzene.
Negli annulini un doppio legame è rimpiazzata da un legame triplo.

Ciclobutadiene ([4]annulene)
Benzene ([6]annulene)
Cicloottatetraene ([8]annulene)
Ciclodecapentaene ([10]annulene)
Ciclododecaesaene ([12]annulene)
Ciclotetradecaeptaene ([14]annulene)
Cicloottadecanonaene ([18]annulene)
Ciclodocosaendecaene ([22]annulene)